# Consort Chen Guinü
Consort Chen Guinü (陳歸女) (morta el 390 EC), formalment Emperadriu Vídua Ande (安德太后, formalment "l'emperadriu vídua pacífica i virtuosa") va ser una consort imperial durant la dinastia Jin (265-420) xinesa. Ella va ser la concubina de l'Emperador Xiaowu.
El pare de Chen Guinü, Chen Guang (陳廣), va ser inicialment un músic, però més tard es va convertir en un oficial del govern i va aconseguir el rang de governador de comandància. Ella va ser considerada com bella i experta en la música, i va ser triada per ser una concubina de l'Emperador Xiaowu. Ella va donar a llum els seus dos únics fills -- Sima Dezong el Príncep Hereu i Sima Dewen el Príncep de Langye. Ella va faltar en el 390, encara estant el regnat de l'Emperador Xiaowu. Després el seu fill discapacitat de desenvolupament, Sima Dezong, es convertí en emperador en el 396 (com a emperador An), va ser honrada a títol pòstum com emperadriu vídua, i fou adorada al mateix al temple mateix que l'àvia de l'Emperador Xiaowu la Consort Zheng Achun (鄭阿春).